# 坂本竜介
坂本 竜介（さかもと りゅうすけ、1984年11月25日 - ）は、愛知県出身の卓球選手。現在、横井咲桜と大藤沙月の個人コーチ、日本ペイントマレッツのコーチを務めている。ヨーロッパのバックハンド技術を日本に初めて持ち帰った日本卓球界の立役者であり、現在は卓球普及へのイベント活動に取り組んでいる。卓球界のパイオニアとしても有名である。イップスが原因で現役時代にとても苦労をした経験をもつ。最高世界ランクJr男子シングルス7位.U21男子シングルス12位.男子シングルス136位。

## 経歴
- 8歳から、鳳凰EC（愛知県安城市）で卓球を始めた。
- 青森南中学校[1]に転校し、青森山田高等学校へと進学した。
- 2002年〜2006年、ドイツのブンデスリーガでプレーした。
- 2001年、2003年、2005年に世界選手権代表を務めた。
- 2013年全日本卓球選手権大会ダブルス準優勝を最後に現役を引退した。
- 2014年～2018年、松平健太のプライベートコーチを務めた。
- 2018年～2022年、TリーグのT.T彩たまで監督を務めた[2]。
- 2022年、丹羽孝希のプライベートコーチを務めた。
- 2023年から、横井咲桜と大藤沙月のプライベートコーチと、日本ペイントマレッツのコーチとを務めている[3][4]。

## 主な戦績
1996年
- 全日本卓球選手権大会カデットの部 13歳以下男子シングルス 優勝

1997年
- 全日本卓球選手権大会カデットの部 14歳以下男子シングルス 優勝

1999年
- 全国中学校卓球大会 男子団体・男子シングルス 優勝
- 平成11年度全日本卓球選手権大会 ジュニア男子シングルス 優勝

2000年
- オランダオープン U21 優勝
- デンマークオープン U21 優勝

2002年
- プロツアージュニアグランドファイナル U18 準優勝

2005年
- 平成16年度全日本卓球選手権大会 混合ダブルス 優勝（福原愛ペア）

2006年
- 平成17年度全日本卓球選手権大会 男子シングルス 3位、混合ダブルス 準優勝（福原愛ペア）

2007年
- 平成18年度全日本卓球選手権大会 混合ダブルス 優勝（福原愛ペア）

2013年
- 平成24年度全日本卓球選手権大会 男子ダブルス 準優勝